# Condicionamiento
El condicionamiento es un procedimiento que consiste en establecer ciertas condiciones de control de estímulos. En sentido amplio significa la asociación de patrones bastante específicos de comportamiento en presencia de estímulos bien definidos. Hay tres tipos básicos de condicionamiento:
- Condicionamiento clásico, en el cual un estímulo que no producía una respuesta es asociado con un estímulo que ya producía tal respuesta (el estímulo incondicionado) hasta que el primer estímulo también pasa a producir la respuesta.[cita requerida]

- Condicionamiento operante, en el cual la frecuencia de una respuesta es aumentada o reducida por su asociación a un estímulo aversivo o un reforzador.[cita requerida]

- Aprendizaje vicario, en el cual se aprende por estímulos vistos por el sujeto, imitación de conductas

La principal diferencia entre condicionamiento clásico y operante es que en el condicionamiento clásico no hay posibilidad de escaparse de dar la respuesta prevista y en el condicionamiento operante la persona tiene la facultad de elegir una conducta que repetirá o no según el resultado. En el condicionamiento clásico se actúa sobre el estímulo y en el operante sobre la respuesta.